# Alap és felépítmény

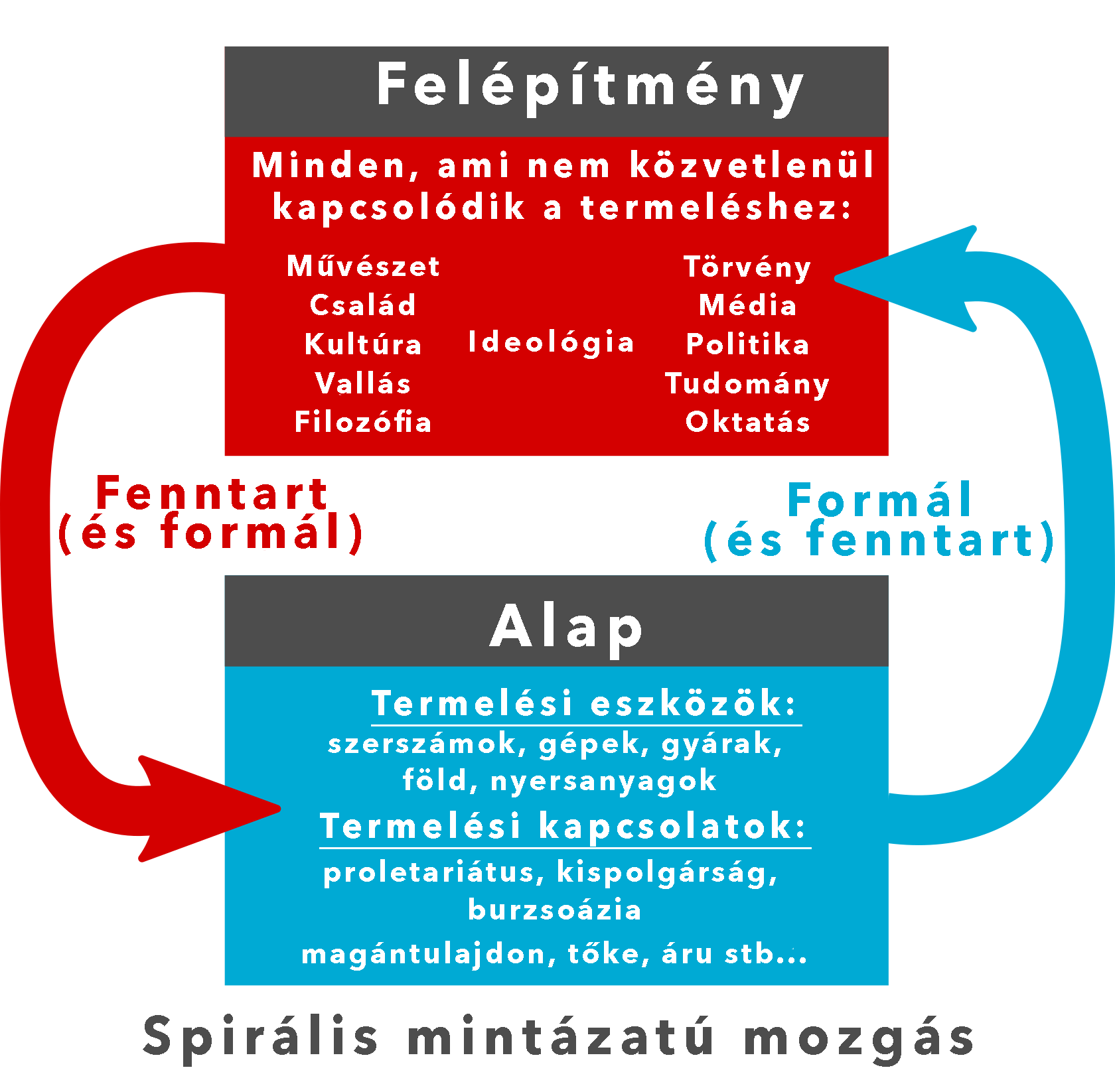
Az alap és a felépítmény kapcsolatát magyarázó ábra a marxista elméletben

A marxista történelmi materializmus szerint a társadalmi életet két meghatározó részre lehet bontani: alapra és felépítményre. Az alap részei a termelőerők és a termelési viszonyok, amelyekkel az emberek előállítják a létszükségleteiket és a magasabb igények kielégítéséhez szükséges feltételeket. 
Az alap meghatározza a társadalom egyéb kapcsolatait és eszméit, beleértve a kultúrát, az intézményeket, a hatalmi struktúrákat, a különböző szerepeket, rituálékat és az államot, ezek összessége a felépítmény. Az alap és a felépítmény kapcsolata nem szigorúan egyirányú, gyakran a felépítmény hatással van az alap működésére, de általánosan az alap szerepe nagyobb. Karl Marx és Friedrich Engels óva intette az embereket a gazdasági determinizmustól, amely kizárólag az alap körülményeinek változása felől magyarázza a társadalmi jelenségeket.

## A modell és annak minősítése
Marx az alap-felépítmény koncepció lényegét „A politikai gazdaságtan bírálatához” című művének előszavában (1859) fejtette ki.

„Életük társadalmi termelésében az emberek meghatározott, szükségszerű, akaratuktól független viszonyokba lépnek, termelési viszonyokba, amelyek anyagi termelőerőik meghatározott fejlődési fokának felelnek meg. E termelési viszonyok összessége alkotja a társadalom gazdasági szerkezetét, azt a reális bázist, amelyen egy jogi és politikai fel építmény emelkedik, és amelynek meghatározóit társadalmi tudatformák felelnek meg. Az anyagi élet termelési módja szabja meg a társadalmi, politikai és szellemi életfolyamatot egyáltalában. Nem az emberek tudata az, amely létüket, hanem megfordítva, társadalmi létük az, amely tudatukat meghatározza. Fejlődésük bizonyos fokán a társadalom anyagi termelőerői ellentmondásba jutnak a meglevő termelési viszonyokkal, vagy ami ennek csak jogi kifejezése, azokkal a tulajdonviszonyokkal, amelyek között addig mozogtak. Ezek a viszonyok a termelőerők fejlődési formáiból azok béklyóivá csapnak át. Ekkor társadalmi forradalom korszaka következik be. A gazdasági alapzat megváltozásával lassabban vagy gyorsabban forradalmasotok az egész óriási felépítmény. Az ilyen forradalmasodások vizsgálatánál mindig különbséget kell tenni a gazdasági termelési feltételekben be következett anyagi, természettudományos szabatossággal megállapítható forradalmasodás és a jogi, politikai, vallási, művészi vagy filozófiai, egyszóval ideológiai formák között, amelyekben az emberek ennek a konfliktusnak tudatára jutnak és azt végigharcolják. Mint ahogy azt, hogy egy egyén micsoda, nem aszerint ítéljük meg, amit önmagáról gondol, ugyanúgy az ilyen forradalmasodási korszakot sem ítélhetjük meg a maga tudatából, hanem éppenséggel ezt a tudatot kell az anyagi élet ellentmondásaiból, a társadalmi termelőerők és termelési viszonyok közötti meglévő konfliktusból megmagyarázni.”

– Marx: A politikaigazdaságtan bírálatához. Előszó

Marx alaptétele szerint „az alap meghatározza a felépítményt”, ami ezen feltételekkel teljesülő állítás:
1. az alap a termelési viszonyok összessége, nem csak egy adott részhalmaza, mint a munkásosztály;
2. történelmileg a felépítmény különbözőképpen és egyenlőtlenül fejlődik a társadalom különböző területein, például a művészetben, politikában, gazdaságban és másutt;
3. az alap és a felépítmény kölcsönhatásban állnak egymással.[2]

## Alkalmazás, felülvizsgálat és kritika
Marx alap-felépítmény elméletét különböző tudományterületeken, például a politikatudományban, a szociológiában, az antropológiában és a pszichológiában is használják.

### Max Weber
Weber a strukturalizmus egy olyan formáját részesítette előnyben, amely az alap és a felépítmény társadalmi modelljével szemben azt állítja, hogy az alap és a felépítmény kölcsönös okozati összefüggésben van egymással – szerinte sem a gazdasági észszerűség, sem a normatív elképzelések nem uralják a társadalom területét.

### Antonio Gramsci
Az olasz politikafilozófus, Antonio Gramsci a marxi felépítményt két részre bontotta: politikai társadalomra és civil társadalomra. A politikai társadalom a társadalmat szervező erőket foglalja magába (mint a rendőrség és katonaság), míg a civil társadalom a társadalmi konszenzust létrehozó elemeket foglalja magába, amik hozzájárulnak a kulturális hegemónia kialakításához. A felépítmény mindkét részét az alap által meghatározott értékek befolyásolják, ezáltal hozzájárulva ahhoz, hogy ezek az értékek megjelenjenek és meghatározóvá váljanak a társadalomban.

### Walter Rodney
A guyanai politikai aktivista és történész, Walter Rodney, a felépítmény szerepét a fejlesztési ciklusok és a gyarmatosítás szempontjából tárgyalta. Rodney szerint míg a legtöbb ország a feudalizmusból a kapitalizmusba érkező fejlődési utat tesz meg, addig Kína kivételt jelent a szabály alól és a kapitalizmust kihagyva lett szocialista ország.

„A magyarázat elég komplex, de általánosságban a fő különbség a feudális Európa és a feudális Kína között a felépítményben rejlik — azaz a hitek, motivációk és társadalmi-politikai intézmények, amely a materiális alapból származik, de  befolyásolja is azt. Kínában a vallásos, oktatási és bürokratikus képesítések rendkívül fontosak, és a kormányt a földesurak helyett állami tisztségviselők vezették.”

Ez azt jelenti, hogy szerinte a marxista fejlődési ciklusok módosulhatnak a felépítmény kulturális hatásainak következtében A felépítmény szerepe valójában inkább lehetővé teszi a fejlődési ciklus adaptálását, különösen gyarmati kontextusban.

### Freudo-marxizmus és „szex-gazdaság”
A freudo-marxista, Wilhelm Reich, szex-gazdaságként (sex economy) ismert elemzése kísérlet arra, hogy megértsük az alap és a felépítmény növekvő eltérését a Nagy gazdasági világválság idején történt 1929 és 1933 között. Hogy megértsük ezt a jelenséget, Reich a társadalmi ideológiát az alap, s nem a felépítmény részeként kategorizálta. Ebben az új kategorizálásban a társadalmi ideológia és a szociálpszichológia olyan anyagi folyamat, amely önmagát állandósítja, hasonlóan mint a gazdasági rendszerek az alapban. Reich a szexuális elnyomás szerepére összpontosított a patriarchális családrendszerben, hogy megértse, miként jelentkezhet a fasizmus tömeges támogatása egy társadalomban.

### Kritikák a kritikai elméletben.
Kortárs, akadémiai marxista értelmezések, mint például a kritikai elmélet, kritizálják az alap-felépítmény kölcsönhatás ezen elgondolását és megvizsgálják, hogy az egyik rész hogyan befolyásolja a másikat. Raymond Williams például ellenzi az alap és a felépítmény különálló entitásként való főáramú értelmezését, amely szerinte Marx és Engels szándékával szembenáll:

„Tehát azt kell mondanunk, hogy amikor az „alapról” beszélünk, akkor egy folyamatról, nem pedig állapotról beszélünk.”

### El lehet-e választani az alapot a felépítménytől?
John Plamenatznak két ellenvetése volt az alap és a felépítmény teljeskörű elválasztásáról. Először is, hogy a gazdasági szerkezet sok esetben független a termeléstől, és a termelési- és tulajdonviszonyok is hatással vannak a termelésre. A második állítása, hogy a termelés kapcsolata csak normatív kifejezésekkel határozható meg – ez azt jelenti, hogy a társadalmi életet és az emberi erkölcsöt nem lehet valóban elválasztani, mivel mindkettő normatív értelemben van meghatározva.

### A jogszerűség kérdése
Az alap- és a felépítmény-elmélet kritikája szerint a tulajdonviszonyokat valójában a jogviszonyok határozzák meg, amik a felépítmény részei . Erre válaszul az elmélet védelmezői azt mondják, hogy Marx két különálló entitásként gondolt a tulajdonviszonyokra és a termelés társadalmi viszonyaira.

### Neoliberalizmus és az állam
Colin Jenkins  2014-ben írt könyvében az alap-felépítmény elmélet, valamint Nicos Poulantzas felhasználásával kritizálta a neoliberális korban működő kapitalista államot (főleg az 1980-2015 közötti USA-beli fejleményeket követve). Rámutat arra, hogy a politikai pártok természete és maga a politikai rendszer eredendően arra lett tervezve, hogy megvédje a kapitalizmus gazdasági alapját, aminek során egyre jobban centralizáltabbak, összehangoltabbak és szinkronizáltabbak lettek az elmúlt fél évszázad alatt. Jenkins szerint ez egy korporatív fasiszta állapothoz” vezetett, ami megkérdőjelezi ennek a törékeny kapcsolatnak az egyensúlyát.  Elemzése kifejezetten a két fő párt szerepét vizsgálja, a Demokratákat és a Republikánusokat az Egyesült Államokban:}}

„Ez emlékeztet bennünket John Dewey állítására, miszerint: “Addig, amíg a politika lényege, hogy árnyékot vet a társadalomra a nagyvállalatokon keresztül, csupán az árnyék csillapítása nem változtatja meg a dolog lényegét. Az USA-ban a kétpárti politikai rendszer rendkívüli módon hatékonynak bizonyult. Amellett, hogy  különböző társadalmi kérdésekben nem értenek egyet, például az abortusz és a melegházasság kérdésében, valamint olyan egyéb társadalmi-gazdasági kérdésekben, mint a munkanélküliségi biztosítás és az állami támogatás, mindkét párt magáévá teszi a kapitalista/korporatív érdekeket abban a tekintetben, hogy mindkettő az uralkodó osztályok segítőjeként szolgál: Míg a Republikánus Párt előfutárként a kapitalizmus határait feszegeti a fasizmus felé, addig a Demokraták időszakos lassúságot biztosítva és ellenállva ezeknek a céloknak, elkerülhetetlenül közelednek a korporatív-fasiszta létezés felé.”

## Fordítás
- Ez a szócikk részben vagy egészben  a   Base and superstructure című angol Wikipédia-szócikk ezen változatának fordításán alapul.  Az eredeti cikk szerkesztőit annak laptörténete sorolja fel. Ez a jelzés csupán a megfogalmazás eredetét és a szerzői jogokat jelzi, nem szolgál a cikkben szereplő információk forrásmegjelöléseként.